# ثالاسوقراطية

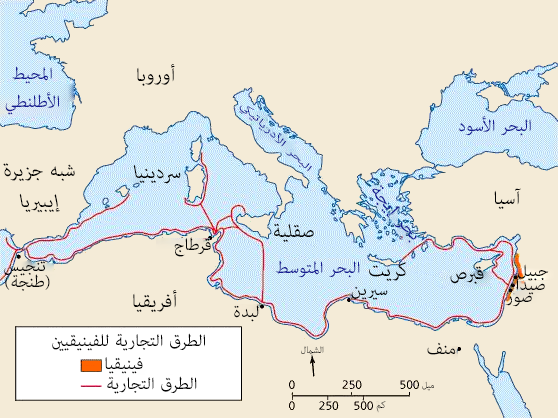
طرق التجارة الفينيقية في البحر الأبيض المتوسط

الثالاسوقراطية (من اللغة اليونانية θάλασσα (ثالاس) ومعناها «بحر»، و κρατεῖν (قراطين)، ومعناها «سلطة»، والنتيجة θαλασσοκρατία (ثالاسوقراطية)، «السيادة البحرية» أو «السيادة على البحار») هي دولة تسيطر أساسا على أقاليم بحرية، أي هي إمبراطورية بحرية (مثل شبكة المدن التجارية الفينيقية). ونادرا ما تهيمن الدول البحرية التقليدية على أراضٍ داخلية، وذلك حتى في الأراضي حيث تأصلت، مثل صور وصيدا وقرطاج الفينيقية أو سريفيجايا وماجاباهيت في جنوب شرق آسيا. ويمكن التمييز بين الدول البحرية والدول و«الإمبراطورية» حيث أن أراضي الإمبراطورية، مع أنها قد ترتبط بطرق بحرية، إلا أن رقعة الدولة عامة تمتد إلى مناطق البر الداخلية، أما الدول البحرية فلا تؤثر كثيرا على الأراضي الداخلية.
ومصطلح ثالاسوقراطية قد يشير ببساطة إلى السيادة البحرية، على المستوى التجاري أو العسكري. أستخدم الإغريق القدماء كلمة ثالاسوقراطية أولا للإشارة إلى الحضارة المينوسية التي كانت سلطتُها تعتمد على قواتها البحرية. كان هيرودوت يميز بين القوة البحرية والقوة البرية وسرد عن ضرورة مقاومة ثالاسوقراطية الفينيقيين بإنشاء إمبراطورية يونانية بحرية.